# Philippe Gildas
Pour les articles homonymes, voir Gildas.
Ne doit pas être confondu avec le skipper Gildas Philippe.
Philippe Leprêtre, dit Philippe Gildas, né le 12 novembre 1935 à Auray (Morbihan) et mort le 28 octobre 2018 à Paris 15e, est un journaliste, animateur de radio, animateur de télévision et producteur de télévision français.
Directeur de l’antenne de la station Europe 1 en 1983, il rejoint en 1985 (un an après son lancement) la nouvelle et première chaîne privée à péage française Canal+ où il invente et produit l'émission Top 50, la première mesure des ventes de disques en France. Il est ensuite sur cette même chaîne, de 1987 à 1997, l’animateur vedette de l'émission Nulle part ailleurs en compagnie d'Antoine de Caunes, cette émission devenant précurseur de l'infodivertissement en France. En parallèle, il crée la société de production télévisuelle Ellipse, qui produit notamment le jeu Pyramide et la série d’animation Les Aventures de Tintin.
En 1997, il cède sa place de présentateur de Nulle part ailleurs à Guillaume Durand et anime d'autres émissions sur Canal+. Il est également le fondateur de la chaîne de télévision Vivolta, à destination des seniors.

## Biographie

### Enfance, formation et débuts
Petit-fils d'un gardien de phare, Philippe Leprêtre est le fils de Marcel Leprêtre, clerc de notaire, et de Simone Jamet, une mère qui voulait devenir bénédictine. Il est l'aîné de sept frères.
Né à Auray, il vit quelques années à Rougé où son père a acheté une étude de notaire, puis passe une bonne partie de son enfance à Bourges.
Après des études catholiques (il est notamment cadre scout), il poursuit des études de Lettres et obtient une licence de grec et latin à la Sorbonne, où il milite à l’UNEF,.
En 1960, alors qu'il est veilleur de nuit dans un hôtel à Paris près des studios des Buttes-Chaumont, il rencontre Jean Gouyé (le futur Jean Yanne) à qui il raconte qu'il est en train de rater ses études de professeur de Lettres. Yanne lui conseille alors de s'inscrire, comme lui, au Centre de formation des journalistes (CFJ) à Paris, d'où il sort diplômé. Il commence sa carrière journalistique à la Nouvelle République du Centre-Ouest puis comme secrétaire de rédaction au journal Combat, jusqu'en 1963.

### Carrière

#### Années 1960-1980
À partir de Noël 1962, Philippe Leprêtre travaille à la station RTL pour laquelle il devient directeur de l’information. Jean Bardin, un animateur de Radio Luxembourg, lui demande son nom de radio : encore au service militaire, il lui faut un pseudonyme. Ayant déjà utilisé le prénom de son fils, Gildas, comme pseudonyme pour Combat, il devient « Philippe Gildas » le jour du nouvel an 1963 où il prend l’antenne de la radio pour remplacer le journaliste de permanence qui a forcé sur la bouteille,.
En 1969, il s’oriente vers la télévision et l’ORTF ; il accède, au bout de trois ans, au poste de rédacteur en chef. Il y présente, à compter de novembre, le journal télévisé intitulé Information Première sur la première chaîne de l'ORTF en alternance avec Étienne Mougeotte. Il collabore, après la disparition de l'ORTF, à TF1, puis Antenne 2.
De 1973 à 1974, il est rédacteur en chef à France-Inter puis est engagé sur Europe 1 où il devient, de 1975 à 1981, rédacteur en chef puis directeur adjoint de l'information, et de 1981 à 1986 le directeur d'antenne et parallèlement animateur du journal de 8 h, de 1984 à 1987.
Le 15 septembre 1975, Antenne 2 relance l'émission La Tête et les Jambes (anciennement présenté par Pierre Bellemare) ; Philippe Gildas et Thierry Roland (partie sportive) y reprennent l'animation jusqu'au 26 juin 1978, jour d'arrêt de l'émission. En mars 1981, Philippe Gildas coanime sur la même chaîne le jeu d'aventures La Chasse au trésor avec notamment Philippe de Dieuleveult « sur le terrain ». Ayant un emploi du temps trop chargé, Gildas renonce à cette présentation dès 1982, au profit de Jean Lanzi.

#### Canal+ et l'aventureNulle part ailleurs
En 1985, un an après son lancement, et contrairement à ce qui est couramment relaté, Philippe Gildas rejoint la première chaîne à péage française Canal+, où il crée et produit le Top 50, présenté par Marc Toesca,. À compter du 9 octobre 1985, il présente l'émission en plateau Direct Gildas, programmée à la mi-journée.
Il quitte Direct Gildas le 31 août 1987 lorsqu'il se voit proposer par le directeur des programmes de Canal+, Alain de Greef, de présenter, à compter de septembre, une nouvelle émission, Nulle part ailleurs. Dans ce talk-show mélangeant information sérieuse, interviews de personnalités de l'actualité, musique et humour, Philippe Gildas accompagne les invités au travers des sketches et des délires humoristiques d'une joyeuse troupe, ce qu'on appelle précisément l'infodivertissement.
Les membres les plus éminents de ce programme sont Les Nuls, puis celui qui devient son partenaire à l'antenne et le véritable numéro deux de l'émission, Antoine de Caunes, qui officiera dans de nombreux sketches avec son comparse José Garcia. En complément de son rôle d’intervieweur et d'animateur dans l'émission, Gildas joue le rôle de « tête de Turc » d'Antoine de Caunes, notamment dans la séquence de fin d'émission où de Caunes interprète des personnages loufoques (avec des textes de Laurent Chalumeau et Albert Algoud). L'émission obtient le 7 d'or de la meilleure émission de divertissement et d'humour en 1994, puis en 1997 (incluant Les Guignols de l'info).
En parallèle, il crée en 1987, sa propre société de production, Ellipse, qui produit la série des Aventures de Tintin en dessin animé pour la télévision (FR3 et M6 pour la France). La série reçoit le 7 d'or de la meilleure émission pour la jeunesse en 1993. Lors de la même cérémonie, Philippe Gildas est récompensé par le 7 d'or du meilleur animateur (de divertissements). Il produit également le jeu Pyramide diffusé sur Antenne 2 devenue France 2 (deux fois 7 d'or du meilleur jeu télévisé).

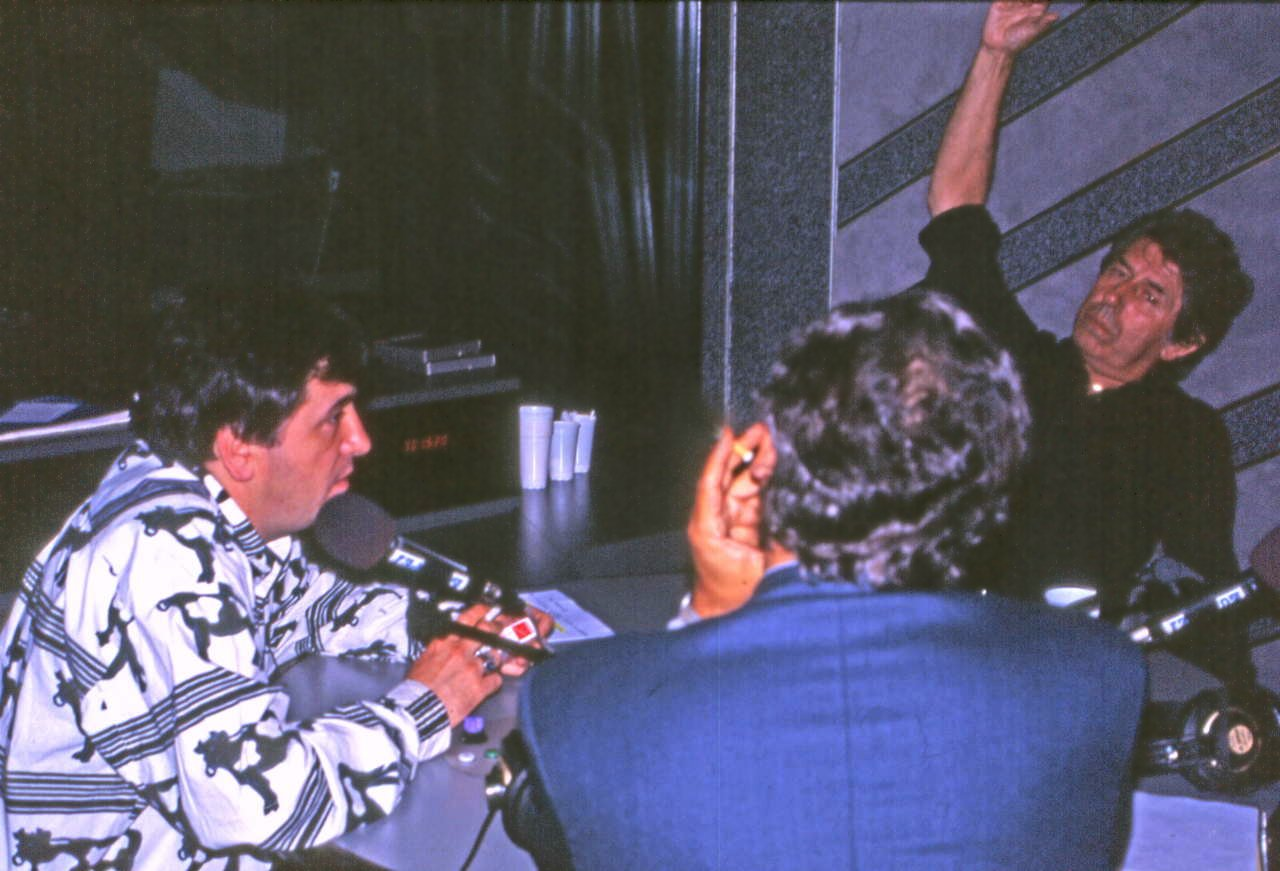
Philippe Gildas (au fond à droite) avec l'humoriste Jean-Yves Lafesse dans un studio de la station de radio Europe 1 en 1993.

En 1996, on lui signifie[évasif] qu'« il peut prendre sa retraite », mais il refuse, estimant que « la vie est plus longue aujourd'hui », et surtout, qu'« il a encore des choses à dire »[réf. souhaitée]. En juin 1997, il quitte Nulle part ailleurs après dix années passées à la présentation, mais reste employé par le groupe Canal+. La même année à la suite du départ de Michel Field pour TF1, il anime Le Grand Forum, une émission hebdomadaire de débats sur l'actualité et la politique diffusée le samedi midi. À la rentrée de septembre 1998, il anime la tranche de midi avec l'émission Un autre journal. La quotidienne a droit à deux saisons, avec Anne Depétrini. Elle est renommée Nulle part ailleurs midi (NPA midi) pour la saison 2000-2001.
À compter du 27 août 2001, il anime entre 12 h 40 et 13 h 45, en compagnie de la psychiatre Fabienne Kraemer, l'émission intitulée Gildas et Vous, une émission de témoignages. Peu regardée, l'émission est supprimée, trois mois plus tard, en décembre, ce qui marque la fin de la présence de Philippe Gildas sur l'antenne de Canal+.

#### De Canal+ à Vivolta
En juin 2001, dans un contexte social et financier complexe, Canal+ nomme Philippe Gildas président de la chaîne d'information I-Télévision, fonction qu'il occupe jusqu'à l'arrivée de Xavier Couture à la tête du groupe audiovisuel, un an plus tard.
Par la suite, il se consacre à la production et la présentation d'émissions sur certaines chaînes éditées par Canalsat, telles que Chacun son monde sur la chaîne Voyage, puis, à partir de 2004, Vous prendrez bien un peu de recul sur Paris Première et, à partir de 2005, Vive la télé, toujours sur Paris Première, consacrée aux archives marquantes de la télévision française.
Le 10 décembre 2007, il lance la chaîne de télévision Vivolta qui s'adresse prioritairement aux « seniors » (génération du baby-boom), c'est-à-dire les personnes de 45-65 ans. Il présente la quotidienne, Gildas & Co, en compagnie de Jérôme Bonaldi, Laure Michel, Annette Burgdorf et de Vincent Ferniot jusqu'en janvier 2009. Jusqu'en mai 2009, il présente avec Sarah Doraghi une émission de débat hebdomadaire, intitulée Ne nous fâchons pas. Il présente ensuite, toujours avec Sarah Doraghi et en compagnie de Jérôme Bonaldi et de Peggy Olmi, une émission hebdomadaire intitulée, Alors… heureux ?
À l'origine, la chaîne doit s'appeler « Vista », Philippe Gildas étant dépositaire de cette marque commerciale depuis l'automne 2003. [Quand ?] Il dépose plainte contre l'entreprise Microsoft lorsque celle-ci lance son système d'exploitation Windows Vista pour violation du droit des marques et afin d'obtenir des dommages et intérêts contre le préjudice subi. La plainte n'est pas conduite à son terme, en raison d'un accord à l'amiable avec la société américaine[réf. souhaitée].

#### Années 2010
Le 24 février 2010, Philippe Gildas publie son autobiographie, Comment réussir à la télévision quand on est petit, breton, avec de grandes oreilles ?, aux éditions Flammarion, coécrit avec Gilles Verlant, biographe de Serge Gainsbourg qui a longuement collaboré avec Philippe Gildas sur Canal+ et préfacé par Antoine de Caunes[réf. souhaitée].
À partir de la fin 2010, il participe à l'émission de Laurent Ruquier On n'demande qu'à en rire sur France 2 en tant que juré, d'abord régulièrement, puis occasionnellement.
Du 2 décembre 2010 à 2012, il anime La Fausse Émission sur Comédie !, un talk-show (première diffusion à 20 h 40) dans lequel, comme son nom l'indique, tout est faux mais les invités (victimes) n'en savent rien. L'émission, censée être en direct, est émaillée d'interventions de chroniqueurs bidon, d'artistes improbables, d'incidents et Philippe Gildas avec sa coanimatrice Lilou Fogli posent aux invités des questions plus absurdes les unes que les autres. Après le générique de fin, les invités prennent place dans un « confessionnal » (à la manière de Secret Story). Les premiers invités ont été Vanessa Demouy, Philippe Lellouche, Philippe Geluck et Guy Carlier.
Phlippe Gildas fait l'une de ses dernières apparitions à la télévision, en 2018, en témoignant dans le documentaire La Télé des années 80 : les Dix Ans qui ont tout changé réalisé par Pascal Drapier pour France Télévisions.

### Mort
Philippe Gildas meurt des suites d'un cancer du rein diagnostiqué six mois plus tôt mais métastasé au cerveau, à la maison médicale Jeanne-Garnier situé dans le 15e arrondissement de Paris, où il était hospitalisé depuis plusieurs mois, le 28 octobre 2018 à quelques jours de ses 83 ans. Ses obsèques ont lieu le 5 novembre 2018 au cimetière du Père-Lachaise, en présence de nombreuses personnalités du paysage audiovisuel français.

### Vie privée

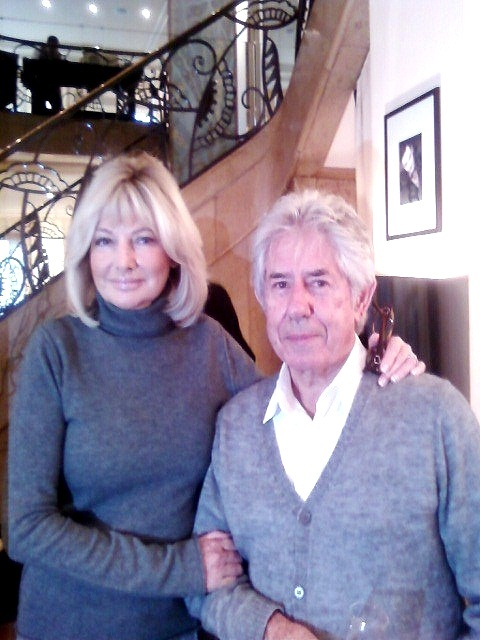
Philippe Gildas aux côtés de sa femme Maryse en 2010.

Philippe Gildas se marie en secondes noces le 4 août 1984 avec Maryse, animatrice de radio sur Europe 1. Il a trois enfants de son premier mariage, Gildas, Hervé et Christophe.
Il avouera plus tard dans l'émission Tout le monde en parle de Thierry Ardisson que le vrai mariage a eu lieu en 1990, car en 1984, pas encore divorcé, il organise avec Maryse une réception de 400 invités pour faire taire les rumeurs,.

## Bilan médiatique

### Journaliste / animateur à la télévision
- 1969-1972 : Information Première (Première chaîne de l'ORTF)
- 1975-1978 : La Tête et les Jambes (Antenne 2)
- 1981-1982 : La Chasse au trésor (Antenne 2)
- 1985-1987 : Direct Gildas (Canal+)
- 1987-1997 : Nulle part ailleurs (Canal+)
- 1997-1998 : Le Grand Forum (Canal+)
- 1998-2000 : Un autre journal (Canal+)
- 2000-2001 : Nulle part ailleurs midi (Canal+)
- 2001-2002 : Gildas et Vous (Canal+)
- 2002-2004 : Chacun son Monde (Voyage)
- 2004-2005 : Vous prendrez bien un peu de recul (Paris Première)
- 2005-2008 : Vive la télé (Paris Première)
- 2007-2009 : Gildas & Co (Vivolta)
- 2010-2012 : La Fausse Émission (Comédie!)

### Parcours à la radio
- 1962-1972 : collaborateur de RTL pour laquelle il devient directeur de l'information
- 1973-1974 : rédacteur en chef à France-Inter
- 1975-1981 : rédacteur en chef puis directeur adjoint de l'information à Europe 1
- 1981-1986 : directeur de l'antenne d'Europe 1
- 1984-1987 : présentateur du Journal de 8 h d'Europe 1
- 2013-2014 : chroniqueur dans Les Pieds dans le plat sur Europe 1
- 2016-2018 : animateur de Libre comme Gildas, une émission produite en marque blanche par CM Broadcast pour être diffusée sur une dizaine de radios en France[27].

### Autres participations
- 2000 : Élie annonce Semoun : participation au sketch
- 2010-2011 : On n'demande qu'à en rire sur France 2 : juré

## Filmographie

### Cinéma
- 1977 : Nous irons tous au paradis d'Yves Robert : la voix de la radio
- 1996 : Hommes, femmes : mode d'emploi de Claude Lelouch : lui-même
- 1996 : Ma femme me quitte de Didier Kaminka
- 1997 : Héroïnes de Gérard Krawczyk : lui-même
- 2001 : Bécassine et le Trésor viking (voix) : le Parisien
- 2001 : Tanguy d'Étienne Chatiliez : lui-même
- 2004 : Le Plaisir à 20 ans[28] de Yannick Perrin : lui-même (version télé uniquement)[29]

### Télévision
- 1980 : Le Moustique
- 1987 : Objectif Nul : le prêcheur de l'espace
- 1996 : L'Amour en prime

## Publication
- Philippe Gildas et Gilles Verlant (préf. Antoine de Caunes), Comment réussir à la télévision quand on est petit, breton, avec de grandes oreilles ?, Paris, Éditions Flammarion, 2010, 298 p. (ISBN 978-2-7003-0203-5)

## Récompense
- 1993 : 7 d'or du Meilleur animateur de divertissements pour Nulle part ailleurs (Canal+).